# Сан Никола ла Страда
Сан Никола ла Страда (итал. San Nicola la Strada) је насеље у Италији у округу Казерта, региону Кампанија.
Према процени из 2011. у насељу је живело 21147 становника. Насеље се налази на надморској висини од 63 м.

## Становништво
| 1931. | 1936. | 1951. | 1961. | 1971. | 1981.  | 1991.  | 2001.  | 2011.  |
| ----- | ----- | ----- | ----- | ----- | ------ | ------ | ------ | ------ |
| 5.209 | 5.466 | 6.249 | 6.815 | 8.060 | 13.156 | 17.736 | 18.724 | 21.157 |